# لاهوت أنثوي
اللاهوت الأنثوي هو النظر إلى الأمور الإلهية من منظور أنثوي ولا يشمل ذلك النسوية فحسب. قدم كل من فاليري سايفين وإسحاق بونويتس (1976) ونعومي غولدنبرغ (1979) المفهوم باعتباره مصطلحًا مستحدثًا (كلمة جديدة) في المصطلحات النسوية. ثم اتسع استخدامه ليشمل كل الأفكار الأنثوية عن المقدس، والتي أوضحتها شارلوت كارون بصورة مجدية في عام 1993: «التفكير في الإلهية من منظور أنثوي أو نسوي». بحلول عام 1996، عندما نشرت ميليسا رافائيل اللاهوت الأنثوي والتجسيد، كان المصطلح راسخًا.
باعتباره مصطلحًا جديدًا، فإن المصطلح مشتق من كلمتين يونانيتين، ثيا (θεά) والتي تعني إلهة، المكافئ الأنثوي لثيوس والذي يعني الإله، (مشتقة من جذر بروتو الهندو أوروبية *dhes-)، ولوغوس (λόγος )، الجمع لوغوي، غالبًا ما توجد في اللغة الإنجليزية كلاحقة لوجيا، تعني كلمة أو سبب أو خطة، وفي الفلسفة واللاهوت اليونانيين السبب الإلهي الضمني في الكون.
لدى اللاهوت الأنثوي مجالات مشتركة مع اللاهوت النسوي، وغالبًا ما تركز دراسة الإله من منظور نسوي، على التوحيد. وبالتالي فإن العلاقة هي علاقة تداخل لأن اللاهوت الأنثوي لا يقتصر على المعبود على الرغم من أصل الكلمة، وصِف الحقلان على أنهما مترابطان ومتداخلان.

## تاريخ المصطلح
أصل المصطلح واستخدامه الأولي مفتوحان للنقاش المستمر. تتبعت باتريشيا إيولانا الاستخدام المبكر للمصطلح الجديد إلى عام 1976، وأعطت الفضل لكل من فاليري سايفين وإسحاق بونويتس لاستخدامه الأولي. لقد روِج لصياغة كلمة «عالم لاهوت أنثوي» التي سجلها بونويتس في عام 1976.
في كتاب تغيير الآلهة عام 1979، قدمت نعومي غولدنبرغ المصطلح معتبرةً إياه إمكانية مستقبلية بالنسبة للخطاب المتميز، مسلطة الضوء على الطبيعة الذكورية للإلهيات. في عام 1979 أيضًا، في الطبعة الأولى المنقحة من «السحر الحقيقي»، عرّف بونويتس «اللاهوت الأنثوي» في مسرده بأنها «تكهنات فكرية تتعلق بطبيعة الإلهة وعلاقاتها بالعالم عمومًا والبشر خصوصًا، والتفسيرات العقلانية للمذاهب والممارسات والمعتقدات الدينية، التي قد تكون أو لا تكون لها أي صلة بأي دين كما تصوره وتمارسه بالفعل غالبية أعضائها». في نفس المسرد أيضًا، عرّف «الإلهيات» بكلمات متطابقة تقريبًا، وبدل بالضمائر المؤنثة ضمائر المذكر بشكل مناسب.
استخدمت كارول بّي. كريست هذا المصطلح في «ضحك أفروديت» (1987)، مدعية أن أولئك الذين يصنعون اللاهوت الأنثوي لا يمكنهم تجنب التأثر بالفئات والأسئلة المطروحة في اللاهوت المسيحي واليهودي. عرفت اللاهوت الأنثوي في مقالها عام 2002، «اللاهوت النسوي علم ما بعد التقليدي»، وهو «انعكاس لمعنى الإلهة».
في مقالها الصادر عام 1989 بعنوان «في المرايا والضباب والهمهمة: نحو لاهوت أنثوي أميركي آسيوي»، عرّفت ريتا ناكاشيما بروك اللاهوت الأنثوي بأنه «عمل المرأة الذي يعكس خبراتها ومعتقداتها حول الواقع الإلهي». في عام 1989 أيضًا، لاحظت أورسولا كينغ الاستخدام المتزايد للاهوت الأنثوي باعتباره خروجًا أساسيًا عن اللاهوت التقليدي الموجه للذكور، والذي اتسم بتفضيله للرموز على التفسير العقلاني.
في عام 1993 ظهر تعريف شارلوت كارون الشامل والواضح للاهوت الأنثوي على أنه «انعكاس إلهي في المصطلحات الأنثوية والنسوية» في لنصنع ونصنع مرة أخرى. بحلول هذا الوقت، اكتسب المفهوم مكانة كبيرة بين أتباع الإلهة.

## كتخصص أكاديمي
للاهوت الأنثوي علاقة مع مجالات الإلهيات والدراسات الدينية، واللاهوت الأنثوي هو خطاب يشارك بعين ناقدة في المعتقدات والحكمة والممارسات والأسئلة والقيم لمجتمع الإلهة، في الماضي والحاضر. على غرار الإلهيات، يتصارع اللاهوت الأنثوي مع المسائل ذات المعنى، بما في ذلك التفكير في طبيعة الإله، وعلاقة البشرية بالبيئة، والعلاقة بين الذات الروحية والجنسية، وطبيعة الإيمان. ومع ذلك، على عكس الإلهيات، الذي غالبًا ما يركز على خطاب منطقي وتجريبي حصري، فإن اللاهوت الأنثوي يحتضن خطاب ما بعد الحداثة للتجربة الشخصية والتعقيد.
يقترح المصطلح نهجًا نسويًا للألوهية وجنس الإله في الوثنية، والوثنية الجديدة، والروحانية الإلهية، ومختلف الأديان القائمة على الطبيعة. ومع ذلك، يمكن وصف اللاهوت الأنثوي بأنه متعدد دينيًا، إذ يأتي علماء اللاهوت الأنثوي من خلفيات دينية مختلفة غالبًا ما تكون هجينة بطبيعتها. بالإضافة إلى اللواتي يؤمنّ بالوثنية، والوثنية الجديدة، والتقاليد الدينية المتمحورة حول الإلهة، هناك أيضًا المسيحيات، واليهوديات، والبوذيات، والمسلمات، والصاحبيات وما إلى ذلك أو يعرّفون أنفسهم على أنهم نسويات روحانيات. على هذا النحو، استخدمت النسويات في الديانات التوحيدية السائدة أيضًا مصطلح اللاهوت الأنثوي لوصف الجانب الأنثوي لإله التوحيد أو الثالوث، مثل إله/إلهة، أو الأم السماوية لحركة قديسي الأيام الأخيرة.
في عام 2000 كتبت ميليسا رافائيل نصَا بعنوان «مقدمة في اللاهوت الأنثوي: خطاب عن الإلهة» لسلسلة مقدمات في اللاهوت النسوي. كُتب للجمهور الأكاديمي، وهدف إلى تقديم العناصر الرئيسية للعلم في سياق النسوية الإلهية. إنها تصنف اللاهوت الأنثوي على أنه خطاب يمكن أن تشارك فيه نسويات الإلهة -أولئك اللواتي هن من أتباع الإلهة النسوية ربما تركن كنيستهن أو كنيسهن أو مسجدهن- أو أولئك اللواتي ما زلن يعتنقن ديانتهن الأصلية. في الكتاب، أظهرت رافائيل أوجه التشابه والتعارض بين اللاهوت الأنثوي وحركة الإلهة. في عام 2007 كتب بول ريد بوين نصًا بعنوان «الإلهة كالطبيعة: نحو لاهوت أنثوي فلسفي»، والذي يمكن اعتباره نهجًا منهجيًا آخر للاهوت الأنثوي، ولكنه يدمج الخطاب الفلسفي.
في العقد الماضي، أنتج علماء اللاهوت الأنثوي مثل باتريشيا يولانا ودفوراه غرين خطابات تربط بين اللاهوت الأنثوي وبين التخصصات الأكاديمية الأخرى. عمل يونغ على ربط اللاهوت الأنثوي لإيولانا بعلم النفس التحليلي، واللاهوت الأنثوي الميتافورميك لغرين هو جسر بين الدراسات الأمومية واللاهوت الأنثوي.
يشمل علماء اللاهوت الأنثوي المعاصرون كارول بّي. كريست، وميليسا رافائيل، وأسفوديل لونغ، وبيفرلي كلاك، وشارلوت كارون، ونعومي غولدنبرغ، وبول ريد بوين، وريتا ناكاشيما بروك، وباتريشيا إيولانا.

## انتقادات
يرفض عالم لاهوت مسيحي واحد على الأقل اللاهوت الأنثوي باعتباره خلق إله جديد مكون من نسويات راديكاليات. يشير بول ريد بوين وتشون مالوري إلى أن الماهوية هي منحدر زلق مريب عندما تجادل النسويات الإلهة بأن النساء بطبيعتهن أفضل من الرجال أو أقرب بطبيعتهن إلى الإلهة. في كتابه «الإلهة غير المقنعة: صعود الروحانية النسوية الوثنية الجديدة»، يوجه فيليب جي. ديفيس عددًا من الانتقادات ضد حركة الإلهة، بما في ذلك المغالطات المنطقية والنفاق والماهوية.
لقد انتِقد اللاهوت الأنثوي أيضًا بسبب اعتراضه على التجريبية والعقل. في هذا النقد، يُنظر إلى اللاهوت الأنثوي على أنه ناقص لرفضه نظرة عالمية تجريبية بحتة من أجل نظرة نسبية بحتة. في هذه الأثناء، يسعى علماء مثل هاردينغ وهارواي إلى حل وسط للتجربة النسوية.

## الفن والثقافة
أزيل التمثال البرونزي للفنان إدوينا ساندي الذي يبلغ وزنه 250 رطلًا لتمثال صلب أنثى عارية الصدر، كريستا، من كاتدرائية القديس جون الإلهية بأمر من يسوع سوفراجان أسقف أبرشية نيويورك الأسقفية خلال أسبوع الآلام عام 1984. اتهم الأسقف كبير كهنة الكاتدرائية «بتدنيس رموزنا» على الرغم من أن رد فعل المشاهدين كان «إيجابيًا بشكل كبير». في عام 2016 أعيد تركيب تمثال كريستا في الكاتدرائية، على المذبح، ليكون محور مشروع كريستا «الرائد»: إظهار الأجسام الإلهية. كتب أسقف أبرشية نيويورك الأسقفية مقالُا في كتيب الكاتدرائية يقول: «في كنيسة متطورة ومتنامية ومتعلمة، قد نكون مستعدين لرؤية كريستا ليس فقط كعمل فني ولكن كموضوع متفانٍ، على مذبحنا، مع كل التحديات التي قد تأتي مع ذلك للعديد من زوار الكاتدرائية، أو في الواقع، ربما بالنسبة لنا جميعًا». ضم هذا المعرض أكثر من 50 عملًا معاصرًا «يفسر -أو يعيد تفسير- الرمزية المرتبطة بصورة يسوع»، من أجل توفير «وسيلة ممتازة للتفكير في التجسد المقدس، وللوصول إلى البشر من جميع الأجناس، والأعراق، والأديان، والتوجهات الجنسية» وشملت أعمال فريدريكا فوستر، وكيكي سميث، وجينيسيس براير بّي أورريدج، وإيكو أوتاكي.